# Julian Kwiek
Julian Kwiek (ur. 1954) – polski historyk, doktor habilitowany nauk humanistycznych w zakresie historii, profesor uczelni w Akademii Górniczo-Hutniczej im. Stanisława Staszica w Krakowie.
W 2009 na podstawie dorobku naukowego oraz rozprawy pt. Marzec 1968 w Krakowie uzyskał na Wydziale Historycznym Uniwersytetu Jagiellońskiego stopień doktora habilitowanego nauk humanistycznych w specjalności historia Polski XX wieku.
Był adiunktem, a następnie został profesorem uczelni w Akademii Górniczo-Hutniczej im. Stanisława Staszica w Krakowie na Wydziale Humanistycznym w Katedrze Studiów nad Kulturą i Badań Ery Cyfrowej.

## Wybrane publikacje
- Związek Harcerstwa Polskiego w latach 1944–1950. Powstanie, rozwój, likwidacja (1995)
- Żydzi, Łemkowie, Słowacy w województwie krakowskim w latach 1945–1949/50 (1998)
- Rok 1956 w Krakowie i w województwie (wybrane problemy) (1999)
- Z dziejów mniejszości słowackiej na Spiszu i Orawie w latach 1945–1957 (2002)
- Marzec 1968 w Krakowie (2008)
- Grudzień 1970 roku w Krakowie w świetle dokumentów. Przebieg wydarzeń i konsekwencje (2012)
- „Solidarność” w Akademii Górniczo-Hutniczej w latach 1980–1990 (2015)[1]
- Nie chcemy Żydów u siebie. Przejawy wrogości wobec Żydów w latach 1944–1947 (2021)[3]